# Moritz Herrgesell

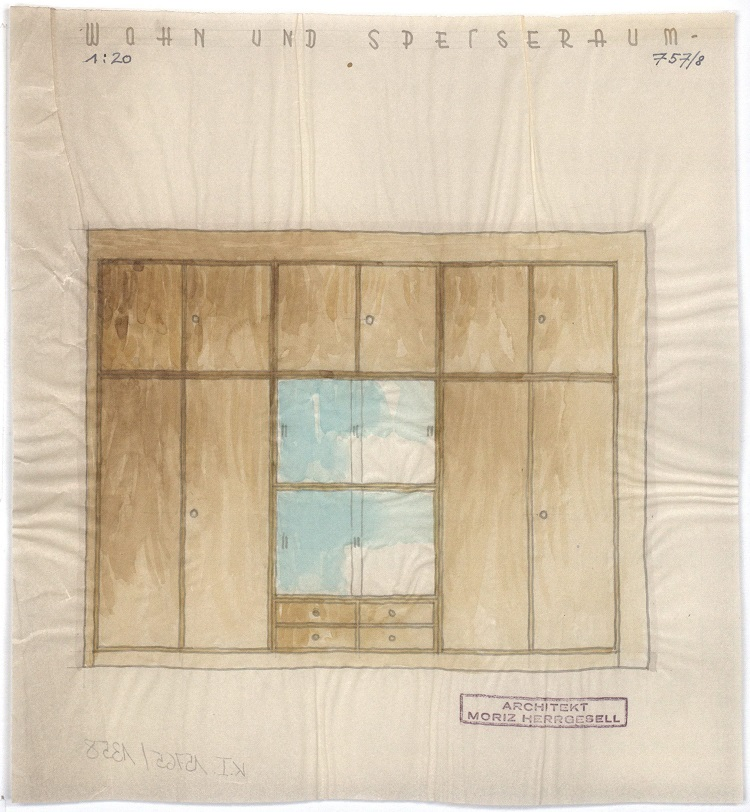
Entwurf eines Wohn- und Speiseraums von Moritz Herrgesell (1932)

Moritz Anton Herrgesell (* 18. Juli 1883 in Wien; † 26. Juni 1952 ebenda; Vorname auch als Mauritius, Maurizius, Maurus und Moriz angegeben) war ein österreichischer Möbeldesigner und Innenarchitekt. Er wirkte von 1911 bis zu seinem Tod als künstlerischer Leiter der Wiener Möbelfabrik Anton Herrgesell. Er ist kunstgeschichtlich vor allem für seine Beiträge zur sozialen Wohnkultur in der Zwischenkriegszeit von Bedeutung.

## Leben
Moritz Herrgesell war der älteste Sohn des Wiener Möbelfabrikanten Anton Herrgesell und von dessen Ehefrau Karoline Herrgesell, geborene Riegler. Nach einer Lehre als Tischler besuchte er die Gewerbliche Fachschule der Tischler in Wien. Danach studierte er von 1901 bis 1905 Architektur bei Josef Hoffmann an der Wiener Kunstgewerbeschule. Herrgesell war beruflich zeitlebens für sein Familienunternehmen tätig. Die Möbelfabrik Anton Herrgesell mit Sitz in Wien-Sechshaus war 1882 gegründet worden und expandierte rasch zu einem führenden Möbelhersteller in der Hauptstadt der Donaumonarchie. Sie führte Möbelentwürfe der Wiener Werkstätte und namhafter Innenarchitekten wie Josef Hoffmann, Alexander Popp, Siegfried Theiss und Carl Witzmann aus. Beim Großteil ihrer Produkte handelte es sich jedoch um hausinterne Designs.
Moritz Herrgesell heiratete 1911 Marianne Mayer. Das Paar hatte zwei Söhne: Anton, geboren 1914, und Moriz, geboren 1919. Die beiden Söhne des Firmengründers Anton Herrgesell übernahmen 1911 leitende Funktionen im Unternehmen. Moritz Herrgesell wurde künstlerischer und Franz Herrgesell kaufmännischer Leiter. Während des Ersten Weltkriegs, als Letztgenannter Militärdienst leistete, vertrat ihn seine Ehefrau Barbara Herrgesell. Moritz Herrgesell gehörte 1913 zu den Gründungsmitgliedern des Österreichischen Werkbundes. Im Jahr 1931 wurde er mit dem Status eines Gründers Mitglied der Genossenschaft der bildenden Künstler Wiens und sein Name wurde auf einer entsprechenden Marmortafel im Restaurant des Künstlerhauses vermerkt. Er engagierte sich auch in der Schützengilde der Genossenschaft.
Während des Zweiten Weltkriegs mussten die beiden Söhne Moritz Herrgesells Kriegsdienst leisten. Bei den Luftangriffen auf Wien wurde am 10. November 1944 ein Teil der Fabrik durch Feuer zerstört. Versuche eines Wiederaufbaus scheiterten zunächst. Nach dem Kriegsende verbrachte Moritz Herrgesell mehrere Monate bei seiner Familie am Land, während sein Bruder Franz erfolgreich Beschlagnahmungen durch die Besatzungsmächte abwehrte. Das Unternehmen konnte schließlich bald wieder seinen Betrieb aufnehmen.
Moritz Herrgesell starb 1952 im Alter von 68 Jahren. Sein Neffe Franz Herrgesell junior folgte ihm als künstlerischer Leiter des Familienunternehmens nach. Die Möbelfabrik Anton Herrgesell stellte 1978 den Betrieb ein und wurde nach einem Konkursverfahren 1988 aus dem Firmenbuch gelöscht.

## Werk

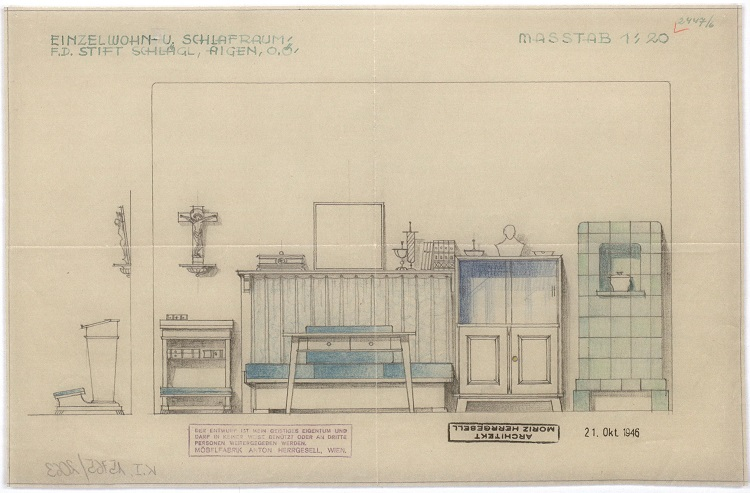
Entwurf eines Einzelwohn- und Schlafraums für das Stift Schlägl von Moritz Herrgesell (1946)

Als Höhepunkt des Schaffens von Moritz Herrgesell gilt die Zeit von 1918 bis 1938, während der er sich besonders der sozialen Wohnraumgestaltung widmete. Er zählt neben Erich Boltenstern, Friederike Domnosil, Hugo Gorge, Otto Niedermoser, Ernst Plischke und Liane Zimbler zu den wichtigsten der in der Nachfolge von Josef Frank und Oskar Strnad stehenden Gestaltern der Wiener Wohnkultur der Zwischenkriegszeit. Sein Gesamtwerk war jedoch stilistisch sehr breit und umfasste auch noch in späten Jahren explizit repräsentative Möbel.
In seinen Anfangsjahren zeigte sich deutlich der Einfluss seines Lehrers Josef Hoffmann und dessen programmatischer Schrift Einfache Möbel aus dem Jahr 1901. Die entsprechende Formensprache war klar, einfach und zweckmäßig. Noch während seiner Studienzeit an der Wiener Kunstgewerbeschule gewann Herrgesell bei verschiedenen Wettbewerben der Zeitschrift Innendekoration Preise für seine Entwürfe für einen Kamin mit Sitzplätzen, für ein Kinderschlafzimmer und für ein Musikzimmer mit Empore sowie eine lobende Erwähnung für „Verwandlungmöbel“, die auf unpraktische Grundrisse in Mietwohnungen zugeschnitten und entsprechend flexibel einsetzbar sein sollten.
Mit seinen Möbelgestaltungen war Moritz Herrgesell ab 1909 regelmäßig auf den kunstgewerblichen Ausstellungen des k. k. Österreichischen Museums für Kunst und Industrie vertreten. Dort präsentierte er 1909 ein Schlafzimmer eines Fräuleins aus Ahorn- und Vogelaugenahorn-Holz mit Amarant-Adern, 1910 ein Speisezimmer aus Thujen-Maserholz mit Ebenholz-Adern, 1911 ein hochglanzpoliertes Speisezimmer aus deutschem und amerikanischem Nussholz und Eschen-Flader-Holz sowie 1913 ein hochglanzpoliertes Herrenzimmer aus Rusten-Flader-Holz mit einer üppigen Intarsien-Bordüre. Nach dem Ersten Weltkrieg wurde er auch im Ausland stärker wahrgenommen. So stellte die Möbelfabrik Anton Herrgesell etwa 1925 auf der Exposition internationale des arts décoratifs et industriels modernes in Paris aus. Moritz Herrgesells Nichte Betty Herrgesell veröffentlichte in populären österreichischen Zeitungen und Zeitschriften wie dem Neuen Wiener Journal und der Hausfrau Dutzende Artikel, die der Vermarktung der Entwürfe ihres Onkels dienten, diese aber auch in den größeren Zusammenhang einer zeitgemäßen Wohnkultur stellten.
Herrgesells Beschäftigung mit einer sozialen Wohnraumgestaltung resultierte im Design multifunktionaler und einfach integrierbarer Möbel. Dies kulminierte in seinen Combina-Aufbaumöbeln, die am 6. März 1931 als Marke geschützt wurden. Sie erreichten schnell eine hohe Bekanntheit und stellten für die Möbelfabrik Anton Herrgesell einen großen finanziellen Erfolg in den wirtschaftlich schwierigen 1930er Jahren dar. Es handelte sich um ein modulares System aus Regalen, Schränken und Garderoben, die durch die Käufer zuhause selbst flexibel zusammengebaut werden konnten. Je nach Geschmack und Budget gab es bei der Oberflächengestaltung verschiedene Auswahlmöglichkeiten, von einfachem Eichenholz bis zu luxuriösem Mahagoni- und Makassar-Ebenholz. In ihrer Bauweise und Vermarktung ähnelte die Combina-Serie den späteren IKEA-Möbeln. Ein weiteres Beispiel, bei dem Herrgesell spätere Gestaltungsweisen vorwegnahm, ist ein Wohnzimmerregal mit integriertem Tagesbett. Obwohl 1932 entworfen, wurde es wegen seinen lebhaften abstrakten Stromlinienformen zunächst irrtümlich den 1950er Jahren zugeschrieben.
Herrgesell beschäftigte sich besonders in seinen frühen Schaffensjahren nicht nur mit dem Design von Möbeln. Er gewann 1911 einen Anerkennungspreis für ein künstlerisches Reklameplakat bei einer Ausschreibung des Österreichischen Lloyd. Als Innenarchitekt gestaltete er das 1914 gegründete Kaiser-Wilhelm-Café im späteren Haus der Wiener Ärztekammer in der Weihburggasse. Das Neue Wiener Tagblatt urteilte anlässlich der Eröffnung: „Herrgesell hat mit der festlichen und doch intimen Anlage dieser Räume, die er in vollendeter Raumausnützung zu glänzender künstlerischer Wirkung zusammenschließt, wirklich eine Meisterleistung geschaffen.“
Das Museum für angewandte Kunst in Wien zeigte 1980 in seiner Ausstellung Neues Wohnen. Wiener Innenraumgestaltung 1918–1938 Entwürfe von Moritz Herrgesell für die Innenraumgestaltung eines Schlafzimmers aus dem Jahr 1929. Später gelangte der umfangreiche Nachlass der
Möbelfabrik Anton Herrgesell in den Besitz des Museums. Von den über 2800 dort erhaltenen Entwürfen stammt der Großteil von Moritz Herrgesell.